# Unione Sportiva Pistoiese 1924-1925
Questa voce raccoglie le informazioni riguardanti l'Unione Sportiva Pistoiese nelle competizioni ufficiali della stagione 1924-1925.

## Divise
| Casa |

## Rosa
| N. |                   | Ruolo | Calciatore           |
| -- | ----------------- | ----- | -------------------- |
|    | Italia (bandiera) | A     | Alberto Barni        |
|    | Italia (bandiera) | A     | Carlo Cantini        |
|    | Italia (bandiera) | C     | Bruno Cappellini     |
|    | Italia (bandiera) | A     | G. Cecchi            |
|    | Italia (bandiera) | C     | Adolfo Chiti         |
|    | Italia (bandiera) | C     | Giovanni Frassoldati |
|    | Italia (bandiera) | P     | Frosini Guido        |
|    | Italia (bandiera) | D     | Carlo Giacomelli     |
|    | Italia (bandiera) | C     | Umberto Guarnieri    |

| N. |                     | Ruolo | Calciatore           |
| -- | ------------------- | ----- | -------------------- |
|    | Italia (bandiera)   | A     | Ferdinando Innocenti |
|    | Ungheria (bandiera) | A     | Zoltan Köllar        |
|    | Italia (bandiera)   | D     | Korgi                |
|    | Italia (bandiera)   | D     | Carlo Magni          |
|    | Italia (bandiera)   | D     | Cesare Mione         |
|    | Italia (bandiera)   | C     | Mario Pizziolo       |
|    | Italia (bandiera)   | D     | Alcide Teodori       |
|    | Italia (bandiera)   | D     | Renato Vignolini     |
|    | Italia (bandiera)   | C     | Giovanni Zucchi      |